# Синдром Свайера
Синдром Свайера (англ. Swyer syndrome), XY дисгенезия гонад, женская гонадальная дисгенезия (англ. XY female gonadal dysgenesis) или гонадальная дисгенезия  — генетическое нарушение, вариант гипогонадизма с кариотипом 46,XY. Организм человека с синдромом Свайера имеет характерный для мужского организма набор хромосом, но половые железы (одна или обе) представляют собой гонадный тяж и не производят гормоны. В результате он имеет женские гениталии, женскую репродуктивную систему и выглядит как женщина. В период полового созревания развитие вторичных половых признаков не происходит и наблюдается аменорея. Существует практика удаления гонад в раннем возрасте с целью предотвращения развития рака.

## История
Синдром назван в честь Джеральда Свайера (англ. G. I. M. Swyer), описавшего его в 1955 году.

## Эпидемиология
Синдром Свайера встречается приблизительно 1 раз на 80 000 рождённых. Семейные случаи синдрома Свайера крайне редки, описаны всего несколько случаев в мире.

## Патогенез
Синдром Свайера — нарушение информации в Y-хромосоме — активность локуса TDF (фактор, определяющий пол и развитие гонад), локализованного на участке p11.2 Y-хромосомы. Из-за этой активности определяющего пол фактора клетки, которые должны были превратиться в половые железы, не развиваются. В результате неразвития половых клеток не выделяются половые гормоны: ни женские, ни мужские. Когда на организм не воздействуют ни те, ни другие гормоны, плод выбирает женское фенотипическое развитие, организм развивается по женскому фенотипическому типу.
Несмотря на развитие женского фенотипа присутствует врождённая дисгенезия гонад, проявляющийся, как правило, во время ожидаемого полового созревания. Даже если у пациентов есть фаллопиевы трубы и половые органы, у них никогда не происходит превращение гонад ни в яички, ни в яичники. Из-за этих нарушений в свою очередь идёт задержка в развитии матки. У некоторых пациенток, имеющих в кариотипе две X-хромосомы (неполная дисгенезия), могут присутствовать гипопластичные яичники, что вызывает некоторое развитие молочных желёз и несколько менструаций до наступления вторичной аменореи.
Вероятность того, что в гонадах образуется опухоль — 30 — 60 %. Поэтому людям с такой аномалией гонады рекомендуют удалять.

## Клиническая картина
До периода полового созревания симптомы практически не выражены. Заболевание в основном диагностируется у девочек в 14-16 лет, когда полового созревания не наступает из-за неразвитых гонад. Отмечается полная стерильность. Однако нейроэндокринные регуляторы роста и развития организма никак не затронуты, уровень гонадотропных гормонов гипофиза повышен и наблюдается гипергонадотропный гипогонадизм. Пациенты с синдромом Свайера обычно выглядят и живут как женщины. Они не имеют собственных яйцеклеток, но могут выносить беременность с помощью донорского эмбриона.
Наблюдается высокий рост, как следствие того, что половые гормоны не воздействуют на эпифизарные пластинки роста и их закостенение запаздывает. Высокий голос, интерсексуальное или евнухоподобное телосложение, недоразвитие клитора и половых губ, вторичные половые признаки не выражены.

## Генетика
Синдром Свайера связан с мутациями ряда генов, расположенных как в Y-хромосоме, так и в аутосомах (например, DHH, MAP3K1, NR5A1, SOX9 и др.). Идентифицировано менее 15 генов, мутации в которых становятся причиной данной патологии эмбрионального развития. С возникновением синдрома Сваера связывают 4 различных мутации SRY гена. Синдром Свайера наследуется аутосомно-доминантным (мутации NR5A1, гетерозиготные мутации DHH, дупликации WNT4), аутосомно-рецессивно (гомозиготные мутации DHH), сцепленные с Х-хромосомой (дупликации NR0B1) или Y-хромосомой (мутации SRY).
10-20% женщин с синдромом Сваера имеют делецию ДНК-связывающего региона гена SRY. Другие 80-90% имеют нормальный ген SRY, а мутации присутствуют в других генах, кодирующих тестикулярные факторы детерминации. Обычно мутации SRY появляются de novo, хотя описано 11 семейных случаев, среди которых 6 миссенс мутаций, 3 нонсенс и 2 делеции. При синдроме Сваера Y-хромосома может быть SRY-положительная  или -негативная, то есть без делеции или делецией SRY участка соответственно.
9% случаев синдром Свайера связаны с мутацией гена NR5A1, кодирующего транскрипционный фактор SF-1.

### SRY
Ген SRY кодирует белок TDF (testis determining factor), транскрипционный фактор, регулирующий экспрессию других генов, в свою очередь кодируют транскрипционные факторы, которые инициируют развитие мужской половой системы в эмбриональном периоде. Во время сперматогенеза при мейозе Y-хромосома может терять SRY путём переноса данного гена на X-хромосому. В результате, наследования такой Y-хромосомы, без SRY-гена, получается синдром Свайера.

### DHH
Дефекты гена DHH связывают с частичной дизгенезией гонад, сопровождающейся полиневропатией. Предполагается, что данный ген одновременно вовлечён и в дифференциацию гонад, и в развитие периневрия.

### NR5A1
NR5A1 кодирует белок SF-1 (steroidogenic factor 1), транскрипционный фактор вовлечён в детерминацию пола путём регуляции активности генов, связанных с развитием надпочечников, половых органов и желёз. Сначала SF-1 производится клетками урогенитального гребня, в процессе эмбрионального развития разделяются на две популяции: клетки-предшественники коры надпочечников и гонад. С развитием мужской половой системы увеличивается продукция SF-1 в клетках Лейдига и тестикулярных тяжах. SF-1 контролирует экспрессию гена AMH в клетках Сертоли.
SF-1 также регулирует активность генов гипоталамическом-гипофизарно-гонадной оси, что тоже участвуют в синтезе стероидных гормонов гонадами и надпочечниками.
При нокауте гена NR5A1 в эмбриональных стволовых клетках мышей было обнаружено, что SF-1 необходим для развития первичных стероидогенных тканей. У нокаутированных мышей отсутствовали надпочечники и половые железы, происходила реверсия гениталии из мужских на женские.
Мутации NR5A1 приводят к реверсии пола, делеции — к неполному развитию гонад. При гетерозиготных мутациях NR5A1 - 46, XY полная дисгенезия гонад.

### МАР3К1
Специфические мутации гена сигнальной трансдукции, МАР3К1, вызывают реверсии детерминации пола, смещая баланс с пути развития мужской половой системы на женскую. Мутации МАР3К1 повышает экспрессию WNT / бета-катенина / FOXL2 и уменьшает экспрессию SOX9 / FGF9 / FGFR2 / SRY. Хотя МАР3К1 обычно необязателен для детерминации яичек, но нормальное развитие может быть нарушено за счёт данных функциональных мутаций.

### SOX9
Ген SOX9 известный как ключевой ген детерминации пола всех позвоночных. Экспрессия SOX9 в гонадах жёстко контролируется. Первый ключевой момент в детерминации пола - это активация транскрипции SOX9 транскрипционных факторов TDF, что является продуктом гена SRY. TDF и SF-1 (продукт гена NR5A1) образуют комплекс, активирующий hTES (human testis specific enhancer) гена SOX9. SOX9 также активирует hTES, что является механизмом авторегуляции экспрессии.
SOX9 - ключевой ген для развития гонад, регулируется факторами детерминации пола (продуктами генов SRY, NR5A1 и SOX9).
| Тип                                                                                      | OMIM   | Ген   | Локус   |
| ---------------------------------------------------------------------------------------- | ------ | ----- | ------- |
| 46, XY, полная дисгенезия гонад, SRY-связанная                                           | 400044 | SRY   | Yp11.3  |
| 46, XY, полная или частичная дисгенезия гонад, DHH-связанная                             | 233420 | DHH   | 12q13.1 |
| 46, XY, полная или частичная дисгенезия гонад, с или без надпочечниковой недостаточности | 612965 | NR5A1 | 9q33    |
| 46, XY, полная дисгенезия гонад, CBX2-связаная                                           | 613080 | CBX2  | 17q25   |
| 46, XY, полная или частичная дисгенезия гонад, с делецией 9p24.3                         | 154230 | DMRT1 | 9p24.3  |

## Лечение
Сразу после постановки диагноза гонады рекомендуется удалять из-за высокого риска возникновения гонадобластом.
Основным методом лечения является назначение гормонально-заместительной терапии (принятие эстрогена и прогестерона) для стимуляции полового созревания и соответствующего развития женских вторичных половых признаков. Уже через полгода гормональной терапии у пациенток наступает менархе. Вследствие гормональной терапии при синдроме Свайера даже недоразвитая матка может увеличиться в размерах с последующим формированием полноценной шейки и тела матки.
Женщины с синдромом Свайера могут не только забеременеть путём имплантации оплодотворённой донорской яйцеклетки, но и нормально выносить и родить ребёнка.

### Сопутствующие нарушения
При синдроме Свайера у 60% женщин развивается остеопороз, особенно риск уменьшения минеральной плотности костей повышается при задержке лечения гормональной терапией.
Высокий риск появления гонадобластом ещё в детском возрасте, поэтому после установления диагноза синдром Свайера проводится билатеральная гонадектомия. Развитие опухолей связывают с экспрессией тестикулярного специфического белка, кодируемого геном TSPY на Y-хромосоме, и мутациями генов SRY, SOX9, WT1. Гонадобластома являются доброкачественными образованиями, но могут быть предшественниками злокачественных опухолей (дизгермином, тератом, эмбриональных карцином и опухолей эндодермального синуса).

## Известные люди
- Арислейда Дилоне — режиссёр и актриса[24].
- Саша Комарова — российская модель и фотограф[25]
- Соня Комарова  — российская модель[25]